# پلینیوس ۳۲۲۶
سیارک ۳۲۲۶ (به انگلیسی: 3226 Plinius، نامگذاری:6565P-L) سه هزار و دویست و بیست و ششمین سیارک کشف شده‌است که در ۲۴ سپتامبر ۱۹۶۰ کشف شد.
قدر مطلق سیارک برابر ۱۴٫۱۰ است.